# San Giovanni in Ayno
San Giovanni in Ayno ou Igreja de São João em Ayno era uma igreja de Roma, Itália, localizada no rione Regola, na via di Monserrato. Era dedicada a São João, mas foi desconsagrada em 1895.

## História

### Construção e etimologia
Não se sabe quando esta igreja foi construída, mas ela já aparece numa bula do papa Urbano III de 1186 entre as igrejas afiliadas à basílica de San Lorenzo in Damaso. No Catálogo de Censio Camerario (fim do século XII), aparece no nº 277 com o nome de Sancto Johanni in Agina. Em documentos dos séculos XIV e XV, aparece com vários nomes, como "in Agina", "in Aginus" e "in Ayno". São diversas as hipóteses (ou suposições) sobre a origem deste nome. Segundo Nibby, o epíteto "in Ayno" deriva da família que patrocinou a construção da igreja, hipótese refutada por Mariano Armellini por falta de fundamentos. Este, por sua vez, defende que "ayno" seria uma corruptela popular do termo latino "agnus" ("anjo"), uma imagem geralmente associada com a iconografia de São João Batista; provavelmente uma píntura do santo com um anjo adornava a fachada desta diminuta igreja, o que teria dado origem ao nome popular: igreja de São João "in agno" se transformou em "in agino" e, finalmente, "in ayno". Hulsen refuta esta tese pelo simples fato de que o titular desta igreja não era São João Batista e sim São João Evangelista. Finalmente, uma última hipótese, proposta por Claudio Rendina, é que o termo "ayno" seria uma referência ao termo semítico "ain" ("fonte"), uma referência a uma antiga fonte na região.

### Idade Média
Esta igreja foi uma paróquia do fim do século XIV até 1 de novembro de 1824, quando o papa Leão XII reformou o sistema paroquial de Roma, quando passou a ser uma igreja anexa de Santa Lucia del Gonfalone. Entre 1585 e 1597, assumiu parte da antiga paróquia de Sant'Andrea di Nazareth (conhecida também como Sant'Andrea de Azanesi); em 1805 incorporou também a antiga paróquia de San Nicola degli Incoronati, que foi demolida Em 1566, a paróquia tinha quarenta famílias e cerca de 300 fieis. Em 1660, já eram sessenta famílias, número que caiu novamente para trinta em 1697.
Segundo Adinolfi, a igreja tinha uma planta interna basilical e era precedida de um pequeno pórtico; acredita-se que o edifício antigo era muito maior que o atual. A inscrição na arquitrave do portal relata que a igreja foi reconstruída com o patrocínio de Giusto Bonanni di San Geminiano, mas a data é incerta, pois a inscrição está corrompida: acredita-se que seja 1590 ou 1599, mas o estilo da fachada remete ao final do século XV ou o início do XVI.
Entre 1552 e 1571, foi sede da "Confraria da Oração e da Morte", que restaurou a igreja. Na obra de Armellini, a igreja é descrita nos seguintes termos: 
| “ | O comprimento do ícone do altar até a porta da presbitério, 56 palmos, e outros 14 palmos do dito presbitério até a porta principal para a rua: tem 32 palmos de largura. Há somente uma nave coberta por uma abóbada, um coro e um campanário com dois sinos, além de outro pequeno sino na porta da sacristia. Há somente um altar com o sacrário de madeira dourada. No altar-mor está um mural da Virgem Maria; no lado do Evangelho está um nicho pintado com uma tela do santo titular da igreja, São João Evangelista; no lado da Epístola, uma imagem de São Luís da França num outro nicho. O piso é de tijolos. Sua fachada fica de frente para a via principal com duas janelas gradeadas: a frontão foi construído em 1590 por Justo Bonani, como aparece na inscrição no topo deste frontão, acima do qual está pintado, na parede, "Deus Pai" e, à sua direita, "São João Batista" e, à esquerda, o santo protetor. Acima da porta está pintada na parede uma belíssima pintura, a "Sacra Imagem da Santíssima Virgem Mãe de Cristo com seu Filho nos Braços" | ” |
|   | — Mariano Armellini. |   |

Os dois altares laterais, dedicados respectivamente a São João Evangelista e Santa Ana foram construídos nas duas últimas décadas do século XVII e estavam decorados com duas telas de Giulio Ricci e Ferdinando Bonaventura Paoli. No início do século XVIII, a igreja passou a por outra reforma e, em 30 de novembro de 1729, foi reconsagrada. Os guias de Roma, a partir daí, citam estas obras no interior da igreja: "Santa Ana com a Pequena Maria", de Giuseppe Passeri; "Natividade de Jesus", de Antonio Amorosi; "São João Batista" e "São Filipe Néri", de Giacomo Diol; "São João Evangelista", de Giovanni Conca (atribuído também a Sebastiano Conca); "Memória Fúnebre do Pároco Porfirio Antonini", de Bernardino Ludovisi.

### Dissolução e desconsagração
Depois da supressão da paróquia, em 1824, a igreja continuou a realizar suas funções até 1895, quando foi desconsagrada e transformada num depósito de materiais de construção. Todas as suas obras internas foram retiradas em 1911. com exceção do afresco de "Nossa Senhora da Saúde" (Madonna della salute), atualmente conservado em parte no andar superior. Em 1913, o interior foi subdividido em um piso com residências privadas e lojas no térreo. Depois da Segunda Guerra Mundial, o edifício mudou de mãos muitas vezes e foi um cabaré, uma escola americana, um antiquário e até uma residência privada. Hoje é propriedade e sede de uma associação que leva o mesmo nome.
No final de 2013, foi descoberta uma tela de São João Evangelista, uma obra de grandes dimensões que estava numa coleção privada em péssimo estado de conservação, com a assinatura "J.C." e datada de 1728. Acredita-se que Giovanni Conca pintou esta obra por ocasião da reconsagração da igreja em 1729. Ela está descrita na obra de vários autores, como Nibby e havia desaparecido das crônicas históricas depois da espoliação pela qual a igreja passou depois de sua desconsagração.

## Galeria

Imagens da igreja
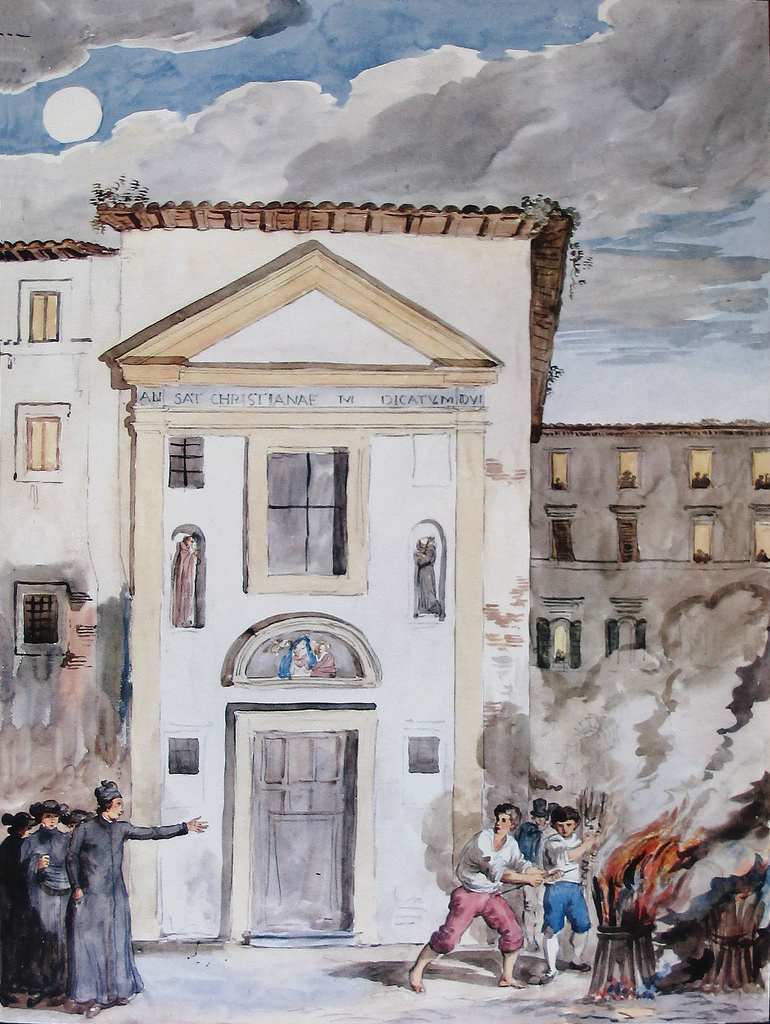
Aquarela de Achille Pinelli (1834).
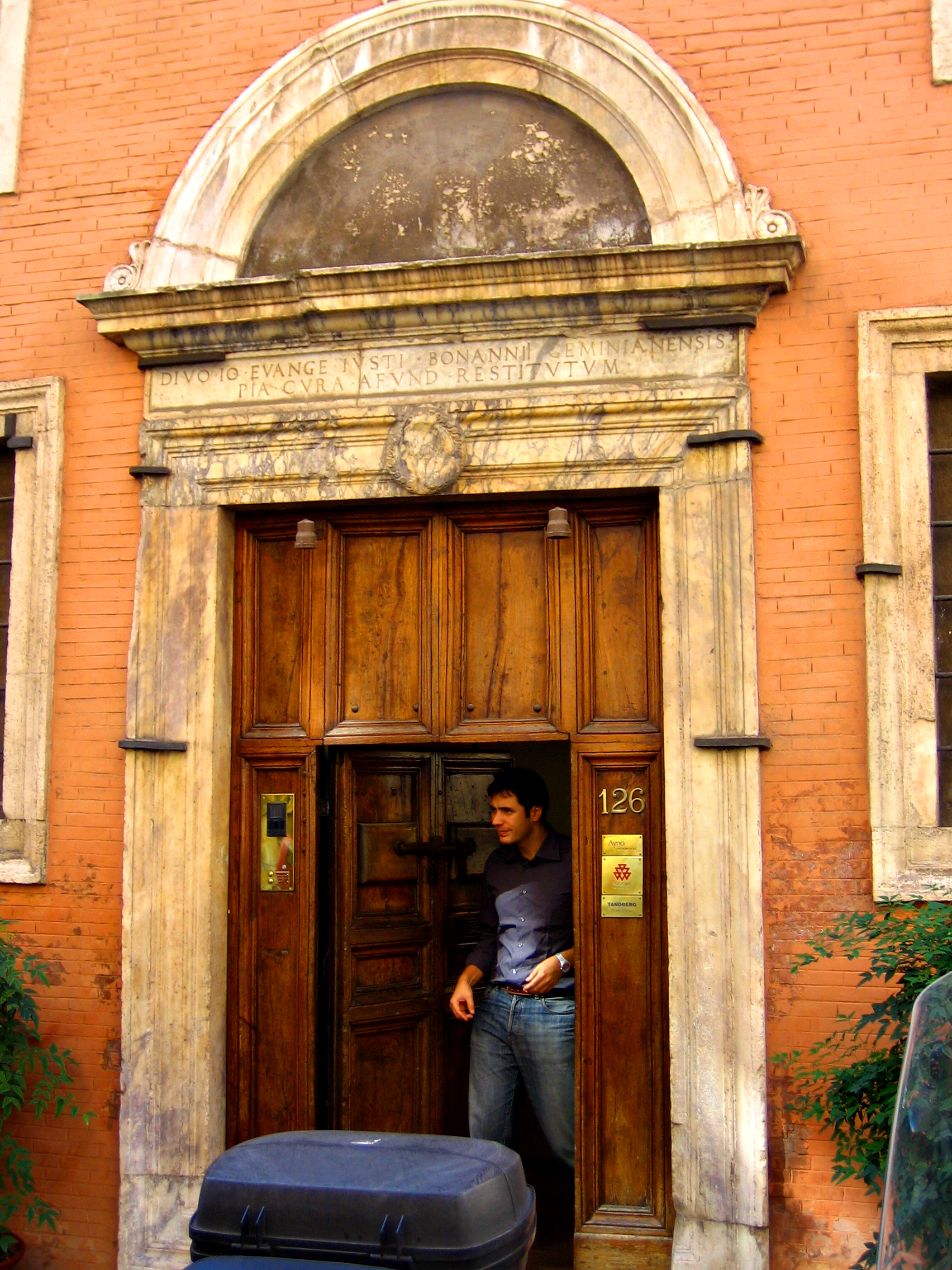
Portal.
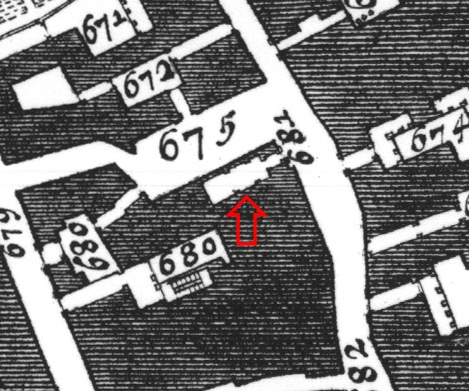
Posição da igreja no Mapa de Nolli (1748).